# 岡田站 (香川縣)
岡田站（日语：／ Okada eki */?）是位於日本香川縣丸龜市、屬於高松琴平電氣鐵道（琴電）琴平線的鐵路車站，車站編號為K18，屬無人車站。車站建於香川縣道278號（讚岐新道）旁邊，是琴電中途「途中下車」的指定車站。
過往在舊式的月台燈箱上還標示了副站名「新雷歐瑪世界前」（ニューレオマワールド）的稱呼，但有關的月台燈箱已被拆去，而官方網頁及列車上的資訊上也再沒有顯示相關的副站名。

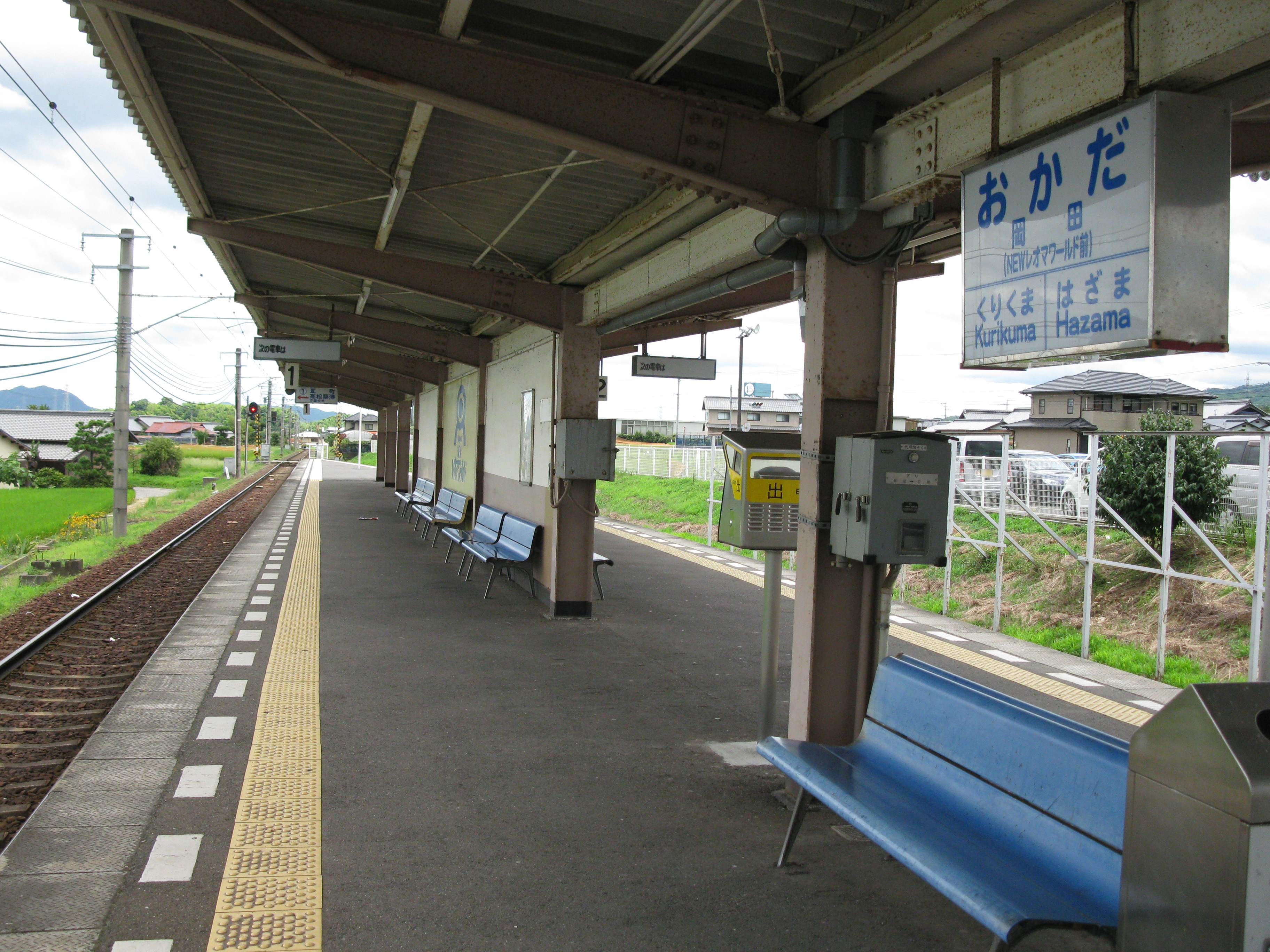
月台（2010年8月）

## 車站構造

### 站房
本站為單層混凝土與木混合建築的站房，中央為開放式候車大堂及非常寬敞的開放式閘口，候車大堂左側設有簡易式自動售票機、1張候車長櫈及已停用的服務窗口，後側為原站務室及業務用地，右側則為站外及站內使用的洗手間（獨立男、女洗手間及殘疾人士專用洗手間），而在開放式閘口旁邊、殘疾人士洗手間後方另有一個十分隠閉的候車空間，也擺放置了1張候車長櫈。通過閘口後，右轉沿一段無障礙斜道通後，經橫過下行路軌的平交道前往月台。

### 月台
設有島式月台1座，長度為90米，原則上可容納5輛編成的列車停泊，但現時本線的列車最長只為4輛編成。其中上行路軌為主軌道，下行路軌為避線道，所有列車均以左側通行。
設有總長約50米的月台上蓋；由月台無障礙斜道起一直伸延至月台中央位置。出、入站的專屬IC卡感應器同樣設於斜道上，而上蓋下則放置有多張膠製長櫈及自動販賣機。
與陶站一樣，是定點列車交換車站，除了首、末班之外，其餘由琴平或高松開出的列車，均會在此站交匯，所以上、下行的發車時間都是相同。
| 月台 | 路線     | 方向 | 目的地       | 備註 |
| ---- | -------- | ---- | ------------ | ---- |
| 1    | ■ 琴平線 | 上行 | 高松築港方向 |      |
| 2    | ■ 琴平線 | 下行 | 琴電琴平方向 |      |

## 歷史
- 1927年3月15日：隨路線延長至琴平站時開業[1]。
- 1991年4月20日：隨雷歐瑪世界（日语：ニューレオマワールド）主題樂園開園，車站向琴電琴平遷移236米，並使用第2代站房。

## 使用狀況
| 年度 | 1日平均乘車人數員 | 1日平均上落人數 |
| ---- | ----------------- | --------------- |
| 2004 | 408               |                 |
| 2005 | 383               |                 |
| 2006 | 361               |                 |
| 2007 | 281               |                 |
| 2008 | 266               |                 |
| 2009 | 224               |                 |
| 2010 | 241               |                 |
| 2011 | 242               | 483             |
| 2012 | 247               | 492             |
| 2013 | 256               | 511             |
| 2014 | 253               | 505             |
| 2015 | 265               | 532             |
| 2016 | 262               | 522             |
| 2017 | 264               | 526             |
| 2018 | 254               | 507             |
| 2019 | 229               | 532             |
| 2020 | 206               | 410             |
| 2021 | 209               | 410             |
| 2022 | 222               | 443             |

## 相鄰車站
高松琴平電氣鐵道（琴電）
■琴平線
栗熊 (K17) - 岡田 (K18) - 羽間 (K19)

## 外部連結
- 高松琴平電鐵岡田站資訊 （页面存档备份，存于）（日語）